# Hannes Trinkl
Hannes Trinkl, né le 1er février 1968 à Steyr, est un ancien skieur alpin autrichien.

## Jeux olympiques
- Jeux olympiques de 1998 à Nagano (Japon) :
  -  Médaille de bronze en descente

## Championnats du monde
- Championnats du monde de 2001 à Sankt Anton (Autriche) :
  -  Médaille d'or en descente

## Coupe du monde
- Meilleur résultat au classement général : 5e en 1994
  - 6 victoires : 5 descentes et 1 super-G

### Saison par saison
- Coupe du monde 1992 :
  - Classement général : 93e
- Coupe du monde 1993 :
  - Classement général : 22e
- Coupe du monde 1994 :
  - Classement général : 5e
    - 2 victoires en descente : Bormio et Aspen
    - 1 victoire en super-G : Lech am Arlberg
- Coupe du monde 1995 :
  - Classement général : 21e
- Coupe du monde 1996 :
  - Classement général : 38e
- Coupe du monde 1997 :
  - Classement général : 32e
- Coupe du monde 1998 :
  - Classement général : 20e
- Coupe du monde 1999 :
  - Classement général : 23e
- Coupe du monde 2000 :
  - Classement général : 13e
    - 2 victoires en descente : Lake Louise et Bormio
- Coupe du monde 2001 :
  - Classement général : 12e
- Coupe du monde 2002 :
  - Classement général : 17e
    - 1 victoire en descente : Kvitfjell
- Coupe du monde 2003 :
  - Classement général : 18e
- Coupe du monde 2004 :
  - Classement général : 33e

## Arlberg-Kandahar
- Meilleur résultat : 3e place dans la descente 1994 à Chamonix